# Jaciments arqueològics de Bat, Al-Khutm i Al-Ayn
Els jaciments arqueològics de Bat, Al-Khutm i Al-Ayn protegeixen una important necròpoli del mil·lenni III aC, estan situats prop d'un palmerar. Van ser declarats Patrimoni de la Humanitat per la Unesco l'any 1988.

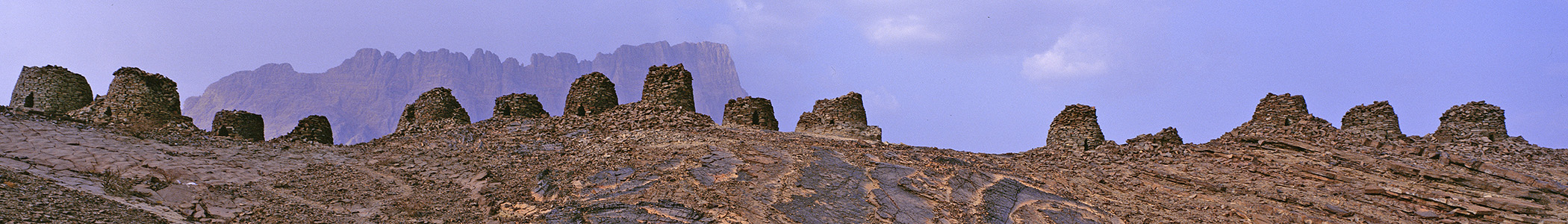
Panorama

## Descripció
Els estudis realitzats en els últims 15 anys han demostrat l'existència de nombrosos assentaments humans que s'estenien del Golf Pèrsic al Golf d'Oman.
És una propietat seriada que testimonia de la sedentarització humana en una regió desèrtica amb vestigis de moltes cultures protohistòriques. Entre els vestigis notables del lloc figuren tombes circulars de pedra (d'aproximadament el 2.500 aC), pous i nombroses construccions de tova: edificis residencials, torres, palaus i edificis administratius. Hili és a més un dels exemples més antics del sofisticat sistema de reg aflaj, que data de l'edat de ferro. El lloc conté testimonis importants de la transició de cultures de la regió, des de la caça i recol·lecció a la sedentarització.

### Bat
El jaciment de Bat se situa a l'interior d'un palmerar. Cap al 3000 aC existia un intens comerç de coure (extret en el mateix lloc) i de pedra (probablement diorita) amb els sumeris. Diversos textos sumeris l'anomenaven Dilmun, com per exemple l'epopeia de Gilgamesh. La necròpoli està composta de 100 tombes i d'edificis circulars amb un diàmetre d'uns 20 metres. Aquests edificis no tenia obertures a l'exterior, per la qual cosa s'avança la hipòtesi que podrien ser cisternes o sitges, encara que no es coneix amb seguretat la seva funció.
L'any 1972, les excavacions desenvolupades per un equip danès conduït per Karen Frifelt van demostrar que la ciutat va ser habitada ininterrompudament durant 4000 anys.

### Al-Khutm

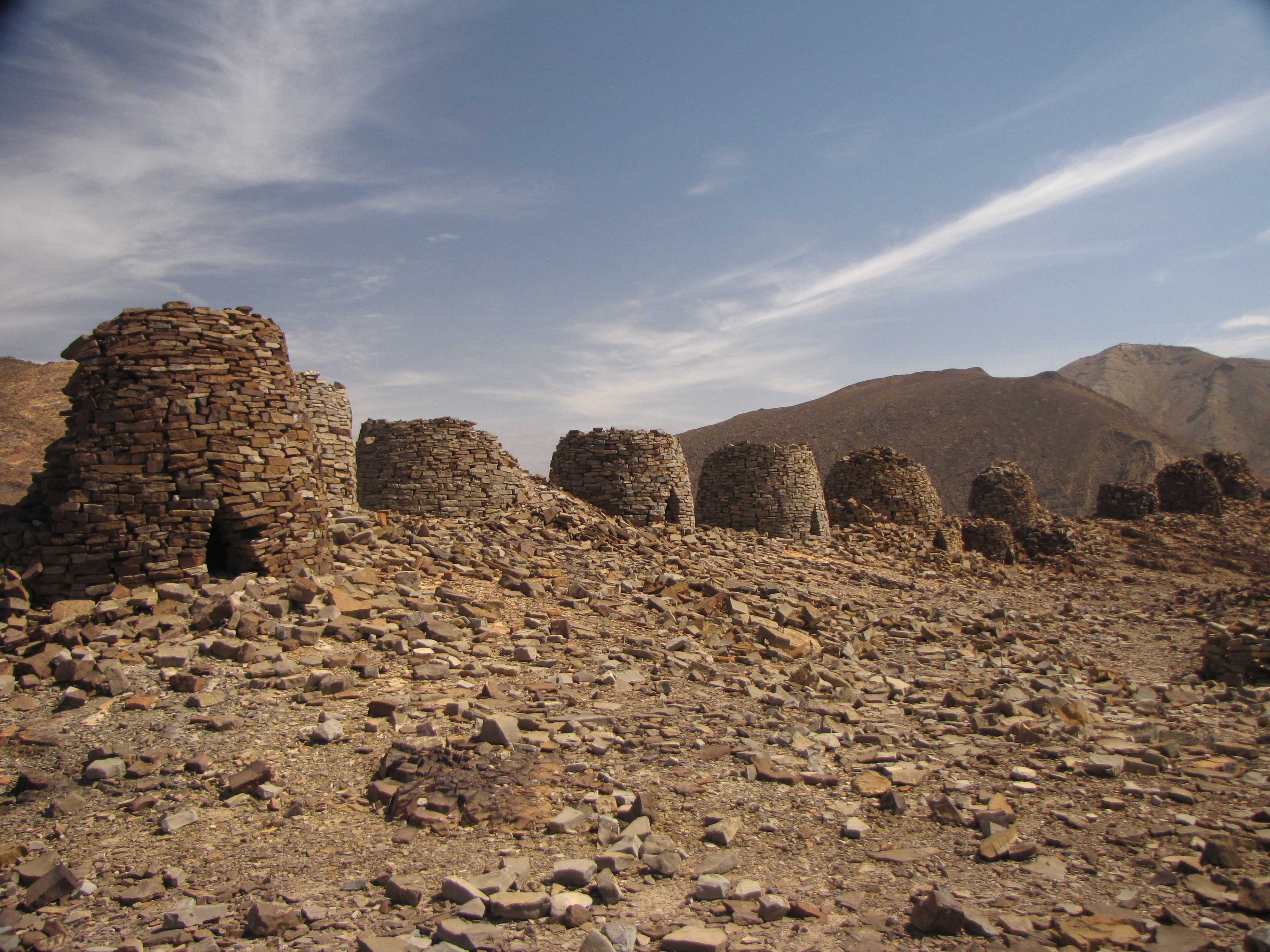
Tombes de Al-Ayn

Les ruïnes situades a Al-Khutm són fonamentalment un fort de pedra, que és una torre feta de roca amb un diàmetre de 20 metres. Es troba a 2 km a l'oest de Bat.

### Al-Ayn
Al-Ayn és una petita necròpoli. Dels tres és el lloc en millor estat de conservació. Es troba a 22 quilòmetres al sud-est de Bat.

## Conservació
Els llocs no han estat sotmesos a restauració o a un altre tipus de conservació abans de la protecció establerta per la Unesco, i per això només el seu aïllament ha permès una suficient conservació.
Actualment els llocs són protegits per l'article 42 del reial decret número 6/80. En qualsevol cas, aquest article no preveu la vigilància dels llocs, i un dels majors perills prové que els habitants locals poden prendre material de construcció dels jaciments arqueològics.